# Polyoléfine
Une polyoléfine, parfois appelée polyalcène, désigne un polymère aliphatique saturé, synthétique, issu de la polymérisation d'une oléfine (aussi appelée un alcène) telle l'éthylène et ses dérivés. En chimie, le mot oléfine est synonyme d'alcène (qui lui est préféré).
La formule générale est -(CH2-CRR')n-, où R et R' peuvent être l'atome d'hydrogène (H) ou les radicaux alkyle apolaires CH3, CH2-CH3, CH2-CH(CH3)2.
Il existe aussi des mousses isolantes souples fabriquées à partir de polyoléfine (pour l'isolation thermique de tuyaux plastiques par exemple).

## Présentation

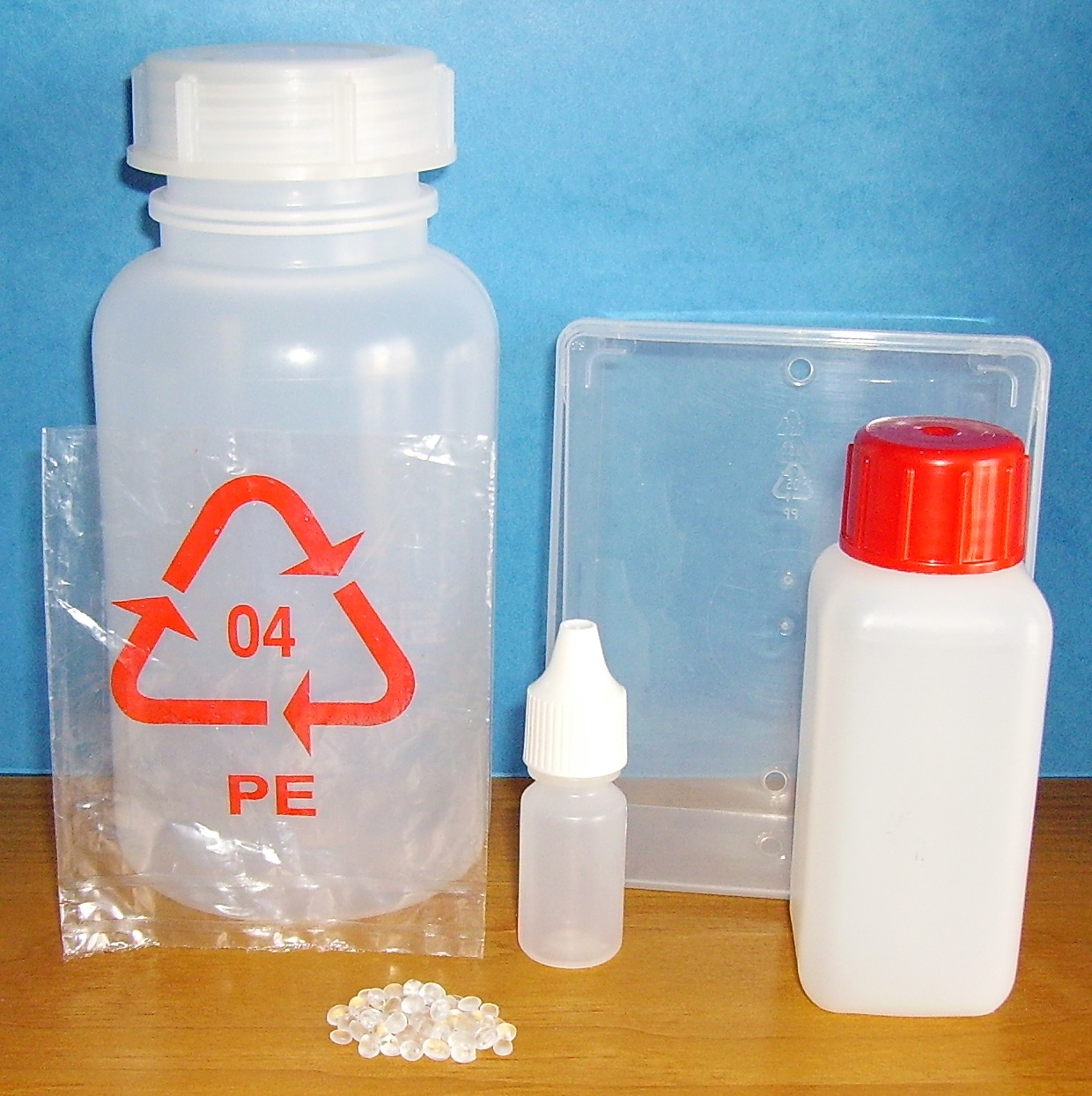
Granulés, film et objets moulés en polyoléfine.

Les polyoléfines forment la plus importante famille de matières plastiques, avec quatre représentants (PP, HDPE, LDPE, LLDPE) parmi les plastiques de grande consommation. La consommation mondiale de ces quatre polymères est évaluée à plus de 60 millions de tonnes en 2000.

Seul un petit nombre de polyoléfines a atteint le niveau industriel :
- les polyoléfines thermoplastiques semi-cristallines : polyéthylène (PE), polypropylène (PP), polyméthylpentène (PMP), polybutène-1 (PB-1) ;
- les polyoléfines élastomères : polyisobutylène (PIB), éthylène-propylène (EPR ou EPM) et éthylène-propylène-diène monomère (EPDM).

## Propriétés

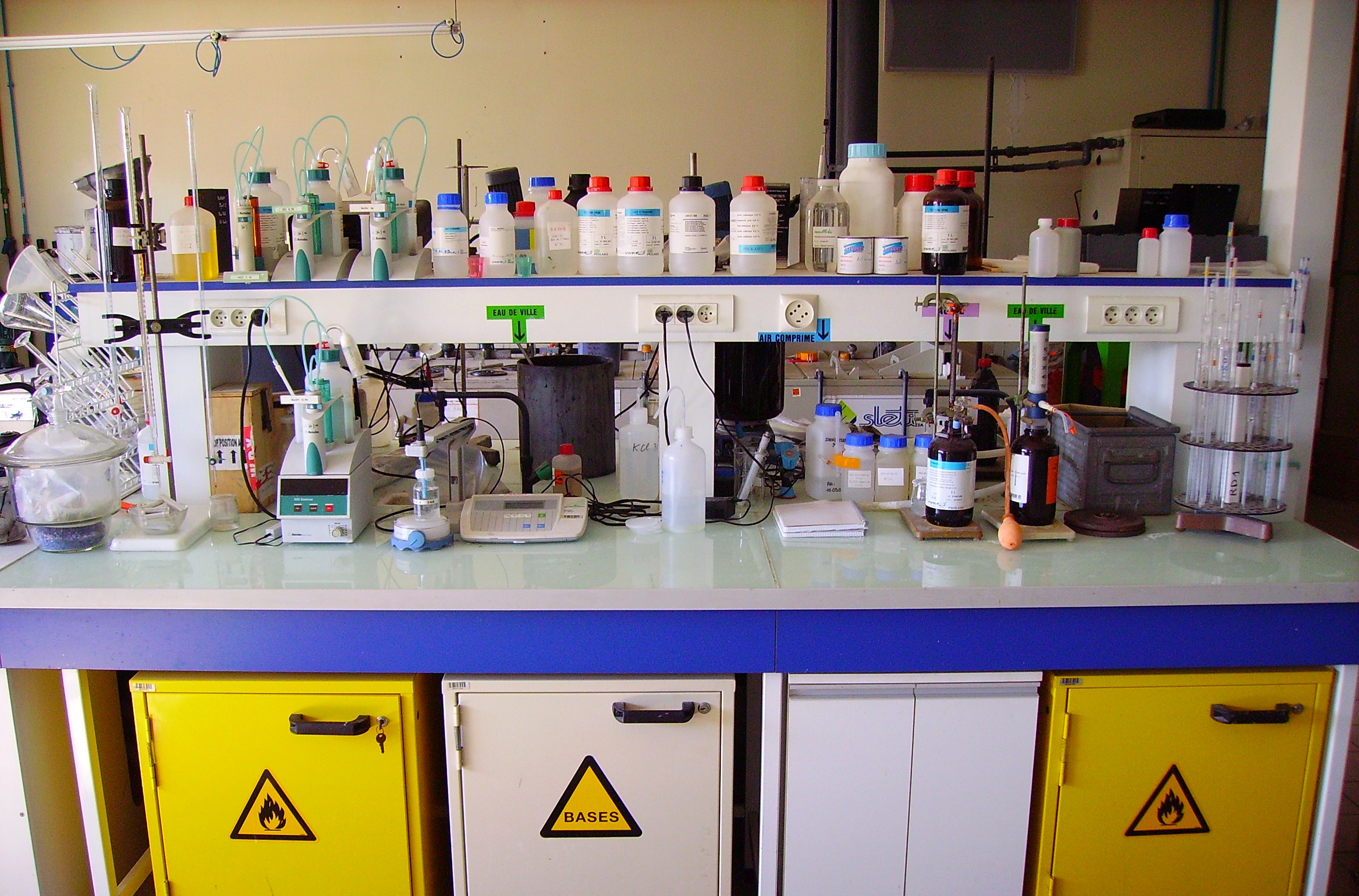
La « verrerie » de laboratoire est souvent en PE ou PP, parfois en PMP.

En raison de leur nature paraffinique, les polyoléfines sont hydrophobes et possèdent en général une grande inertie chimique (aux solvants, acides, bases, etc.). Ces matériaux ont donc une qualité alimentaire. Le collage est très difficile (la surface est particulièrement inerte, des traitements de surface spéciaux sont nécessaires).

Cependant, ils sont sensibles à l'action des UV, et résistent très peu à l'inflammation car leur indice limite d'oxygène est faible (ex. : ILO ~17 pour le polyéthylène).

Leur densité est très faible [0,83 (cas du PMP) < d < 0,95] : ils flottent dans l'eau.

Ils sont opaques, sauf le PMP (transparent).

## Polyoléfines à usage spécifique

### Homopolymères
- Polyméthylpentène (PMP)
- Polybutène-1 (PB-1)

#### Polyalphaoléfines

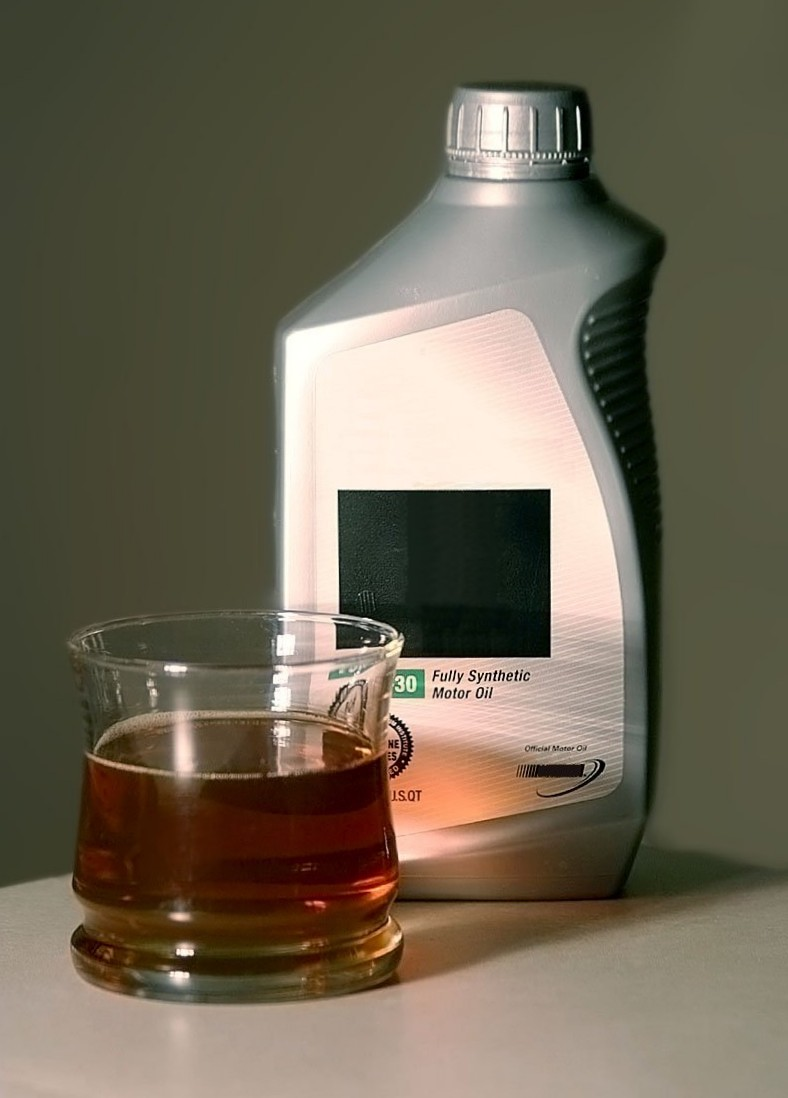
Huile de synthèse pour moteurs.

Les polyalphaoléfines (ou poly-α-oléfines, PAO) sont issues de la polymérisation d'une alphaoléfine (ou α-oléfine).

Celles obtenues par polymérisation du n-décène-1, suivie d'une hydrogénation et d'une distillation, trouvent une application dans la lubrification de haut de gamme. Les grades hydrogénés de faibles masses molaires (oligomères) sont utilisés comme base synthétique dans les lubrifiants pour moteurs et pour transmissions. Les lubrifiants à base de PAO restent fluides à basse température, en rapport avec leur difficulté à cristalliser ou à se solidifier. En effet, la flexibilité est apportée par les longs groupes octyle latéraux qui empêchent le rapprochement des chaînes principales, ce qui diminue la cristallinité. Cette propriété permet une utilisation sur une large plage de température (lubrifiants multigrades).

### Copolymères oléfiniques
- Polyisobutylène (PIB)

Parmi ceux qui utilisent l'éthylène comme comonomère de base, on distingue :
- l'éthylène-acétate de vinyle (EVA) ;
- les copolymères éthylène-esters acryliques : éthylène-acrylate de méthyle (EMA), éthylène-acrylate d'éthyle (EEA) ;
- l'éthylène-ester acrylique-anhydride maléique (EEAMA) ;
- l'éthylène-alcool polyvinylique (EVOH).

## Fabricants
| Rang | Entreprise            | Pays            | Production (en millions de tonnes, arrondi) |
| ---- | --------------------- | --------------- | ------------------------------------------- |
| 1    | ExxonMobil            | États-Unis      | 9,2                                         |
| 2    | Dow Chemical          | États-Unis      | 8,3                                         |
| 3    | Basell                | Pays-Bas        | 7,8                                         |
| 4    | Ineos                 | Grande-Bretagne | 5,5                                         |
| 5    | Sinopec               | Chine           | 5,2                                         |
| 6    | Sabic                 | Arabie Saoudite | 5,1                                         |
| 7    | Borealis              | Autriche        | 4,2                                         |
| 8    | Total                 | France          | 4,1                                         |
| 9    | Chevron Phillips (en) | États-Unis      | 3,2                                         |
| 10   | PetroChina            | Chine           | 2,5                                         |
| 11   | Equistar              | États-Unis      | 2,2                                         |
| 12   | Reliance Industries   | Inde            | 2                                           |
| 13   | Formosa Group (en)    | Taiwan          | 1,8                                         |
| 14   | Sumitomo Chemical     | Japon           | 1,7                                         |
| 15   | Polimeri Europa       | Italie          | 1,6                                         |